# Dimitrie Țichindeal
Dimitrie Țichindeal, magyaros írásmóddal Cichindeal Demeter (Cikindeal Demeter) (Kisbecskerek, 1775 k. – Temesvár, 1818. január 20.) román pap, tanár, meseíró, fordító, a bánáti románok emancipációjának harcosa.

## Élete
Papi családban született. A helyi és a temesvári szerb általános iskolában tanult, ahol elsajátította a szerb és német nyelvet. Néptanító volt előbb Bálincon (1794), majd Berekszón. 1802-ben Temesváron elvégezte a teológiai szemináriumot, majd visszatért szülőhelyére, ahol először tanítóként, majd felszentelt papként működött.  1807-ben az osztrák császárhoz intézett kérelmében a bánáti románok jogaiért szólalt fel, és kérte, hogy a bánáti román iskolákat egy román igazgató felügyelje.
Az 1812 novemberében Aradon alapított román tanítóképzőben tanárrá nevezték ki. 1814. júniusban visszavonták tanári kinevezését, mivel Moise Nicoară-val és C. Diaconovici-Logával együtt élére állt annak a mozgalomnak, amely Aradra egy román nemzetiségű püspök kinevezését sürgette. A hatóságok elkobozták fabuláit, azzal a váddal, hogy az osztrák császári hatalom ellen lázítanak. Țichindealnak még sikerült 1815. júniusig tanítania, közben panaszt nyújtott be a császárnak, de nem járt eredménnyel. Visszavonulva szülőfalujába, és 1818-ban (negyvenhárom évesen) egy temesvári kórházban halt meg. Sírja Kisbecskereken található.
Az aradi pedagógiai líceum az ő nevét viseli; az iskola udvarán Țichindeal mellszobra áll. Utcát neveztek el róla Bukarestben Aradon és Temesváron.

## Munkái
- Sfaturile înțelegerii celei sănătoase prin bine înțeleptul Dositei 0bradovici întocmite iară acum întăia dată întoarse despre limba sârbească și întru acest chip în limba daco-românească așezate. Buda, 1802. (fordítás)
- Adunare de lucruri moralicești de folos și spre veselie, prin Dositei Obradovici întocmită, iară acum în limba daco-românească traduse. Buda, 1808 (fordítás)
- Epitomul sau scurte arătări pentru sfânta biserică, pentru veșmintele ei și pentru dumnezeiasca Liturghie care se săvârșește într-însa, așișderea și pentru preotul și slujitorul lui Dumnezeu. Buda, 1808 (fordítás)
- Prin scurte întrebări și răspunsuri .... Buda, 1808 (fordítás)
- Filosoficești și politicești prin fabule moralnice învățături. Acum întâia oară culese și într-acest chip pe limbă românească întocmite... Buda, 1814 (fordítás)
- Arătare despre starea acestor noao întroduse sholasticești instituturi ale nației românești, sârbești și grecești. Buda, 1813
- Îndreptări moralicești tinerilor foarte folositoare. Buda, 1813

Kéziratban maradt teológiai művei: 
- Despre sărbători
- Dogmaticeasca teologie sau cuvântare de Dumnezeu a pravoslavnicei mărturisiri a Răsăritului
- Păstoreasca teologie sau învățăturii despre datoriile preoțești
- Catehismul, litoria bisericească
- Fabule și moralnice învățături

## Fordítás
- Ez a szócikk részben vagy egészben a Dimitrie Țichindeal című román Wikipédia-szócikk ezen változatának fordításán alapul.  Az eredeti cikk szerkesztőit annak laptörténete sorolja fel. Ez a jelzés csupán a megfogalmazás eredetét és a szerzői jogokat jelzi, nem szolgál a cikkben szereplő információk forrásmegjelöléseként.